# Josette Andrews
Josette Andrews (* 15. Dezember 1995 in Tenafly, New Jersey als Josette Norris) ist eine US-amerikanische Leichtathletin, die sich auf den 1500-Meter-Lauf spezialisiert hat.

## Sportliche Laufbahn
Josette Andrews studierte an der University of North Carolina at Chapel Hill sowie an der Georgetown University und ist seit 2020 als Profi aktiv. 2021 siegte sie in 4:06,17 min im 1500-Meter-Lauf bei den Drake Relays und wurde Ende August nach 4:00,07 min Dritte beim Prefontaine Classic und auch bei der Athletissima in Lausanne wenige Tage später gelangte sie mit 4:03,27 min auf Rang drei. Im Jahr darauf startete sie bei den Hallenweltmeisterschaften in Belgrad und belegte dort in 4:04,71 min den fünften Platz über 1500 Meter und 2024 wurde sie bei den Hallenweltmeisterschaften in Glasgow in 8:41,93 min Elte im 3000-Meter-Lauf. 

## Persönliche Bestleistungen
- 1500 Meter: 3:59,72 min, 18. Juli 2021 in Mission Viejo
  - 1500 Meter (Halle): 4:03,16 min, 29. Januar 2022 in New York City
- Meile: 4:22,71 min, 3. September 2021 in Brüssel
  - Meile (Halle): 4:20,81 min, 29. Januar 2022 in New York City
- 3000 Meter: 9:35,63 min, 2. April 2016 in Durham
  - 3000 Meter (Halle): 8:37,91 min, 6. Februar 2022 in New York City
- 5000 Meter: 14:43,36 min, 6. Mai 2023 in Walnut
  - 5000 Meter (Halle): 14:46,51 min, 27. Januar 2024 in Boston